# Arthur Bachmann
Arthur Bachmann (* 10. Januar 1922 in Winterthur; † 5. November 1983 ebenda; heimatberechtigt in Winterthur und Aristau) war ein Schweizer Politiker (SP).

## Leben
Der Sohn eines Zürcher SP-Kantonsrats absolvierte 1940 die Matura und arbeitete 1941 als Primarlehrer und von 1943 bis 1948 als Werkstudent. Währenddessen absolvierte er in Zürich ein Rechtsstudium und promovierte 1948 zum Dr. iur. Von 1949 bis 1953 arbeitete er an verschiedenen Stellen im Justiz- und Schulwesen. Bachmann war von 1953 bis 1960 als Bezirksanwalt in Winterthur tätig, bevor er bis 1967 als Staatsanwalt und Ersatzrichter am Obergericht tätig war.
Als Vertreter der SP wurde Bachmann 1950 in den Winterthurer Gemeinderat gewählt, bevor er von 1955 bis 1963 im Zürcher Kantonsrat sass. Für eine Legislatur (1963–1967) sass der Winterthurer im Nationalrat. Während dieser Zeit war er auch Präsident des Verbandes der Kantonspolizei Zürich. Im Jahr 1966 kandidierte er erfolglos – er unterlag Urs Widmer klar – für das Stadtpräsidium in Winterthur. Jedoch erfolgte 1967 seine Wahl in den Zürcher Regierungsrat, wo er die Direktion Inneres und Justiz leitete. Er präsidierte zudem 1972 und 1978 den Regierungsrat. 1983 trat er zurück und starb noch im selben Jahr.
Bachmann war verheiratet und Major in der Schweizer Armee. Ab 1970 war er Mitglied des Verwaltungsrates bei den Nordostschweizerischen Kraftwerke AG und bekleidete ab 1977 das Amt des Vizepräsidenten.

## Werke
- Arthur Bachmann: Der Schiedsgutachter. Juris-Verlag, Zürich 1949 (Dissertation).